# Trabol

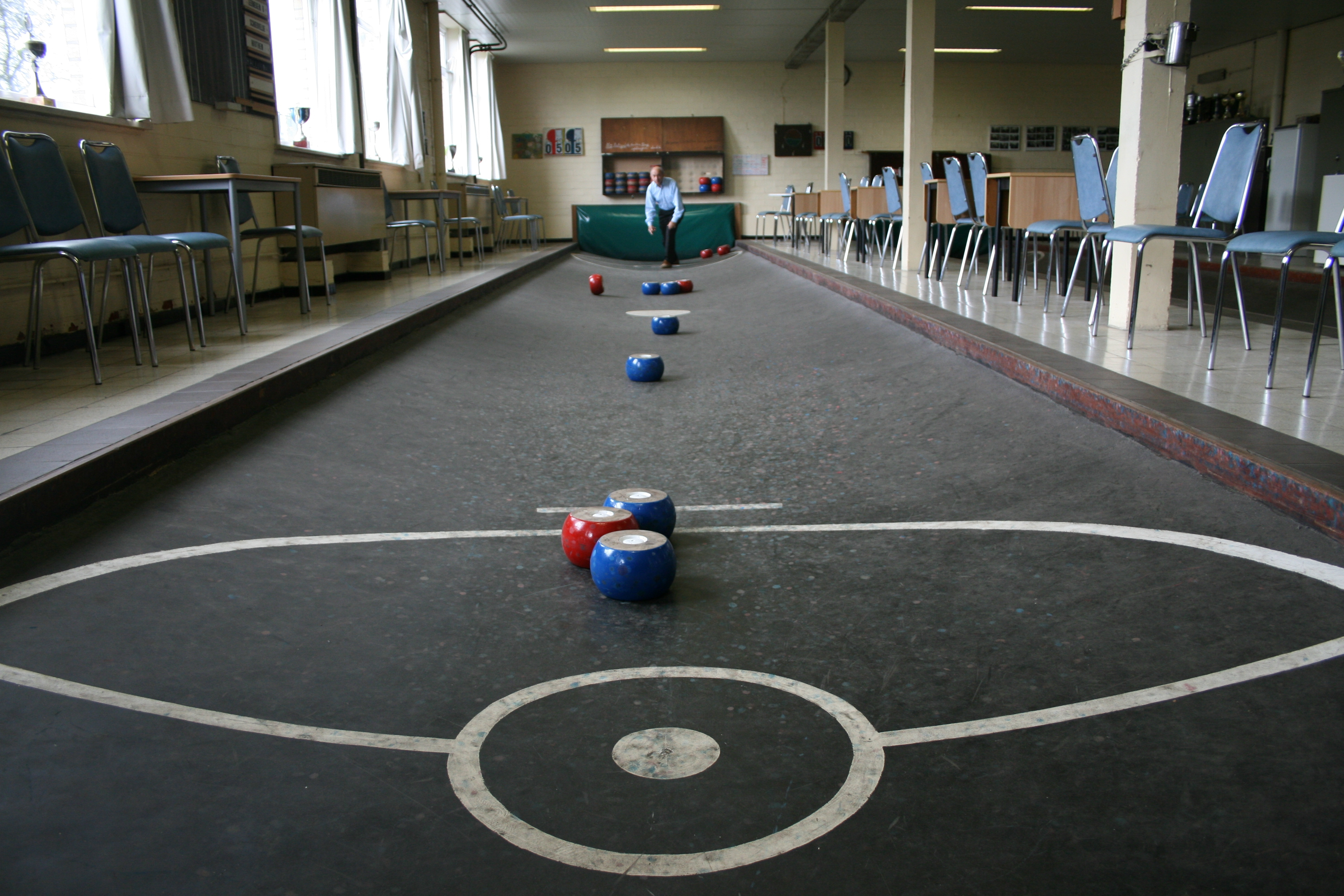
Trabol

Trabol is een vorm van bollen die gespeeld wordt op een holle baan (tra of boltra genoemd) van 18 meter lang. Er wordt gebold naar een metalen plaatje dat op anderhalve meter van het einde van de baan in de grond bevestigd is. ('de stake' of 'pluim').

## Geschiedenis
In Vlaanderen wordt sinds lang een heel gamma van bolspelen beoefend. Zo kan er een onderscheid gemaakt worden tussen gaaibol, krulbol en trabol. De meeste streken in Vlaanderen kennen hun eigen speelwijze. Ook in het verleden was dat zo. Op schilderijen en tekeningen uit de 15de en 16de eeuw kan men zien dat er toen al bolspelen beoefend werden. Voor nogal wat bolsporten werd de bolbaan vlak gemaakt, maar voor het trabolspel zocht men holle banen op. Vooral in West-Vlaanderen -trabol- en in het noorden van Frankrijk -la bourle of boule flamande- is dit nog steeds populair.

## Spel en materiaal
Trabol speelt men op een lange en holle baan (tra of boltra genoemd) met een lengte van 18 meter. Op anderhalve meter van het einde van de baan is een pluim of een metalen plaatje in de grond bevestigd. Dit is wat men 'de stake' of 'pluim' noemt. Dit is het mikpunt in het spel. De bollen zijn afgerond en hebben een diameter van 20 cm, een dikte van 12 cm en wegen ongeveer 2 kg. Op elke tra zijn een set blauwe en een set rode bollen ter beschikking.

## Spelregels
Het spel wordt zowel door mannen als vrouwen beoefend en kan zowel één tegen één als in ploegverband gespeeld worden. De ploeg die begint, rolt eerst alle bollen van het eigen kleur. Daarna is het aan de tegenpartij om die bollen weg te schieten of te proberen al slalommend tussen de bollen van de tegenstander de eigen bollen dichter bij het doel te krijgen. Voor elke bol die dichter bij het doel ligt dan de dichtste bol van de tegenpartij krijgt de ploeg één punt.

## Trefpunt
De West-Vlaamse Trabolfederatie werd op 6 oktober 1972 in het leven geroepen om toe te zien op de kalender en om tot een consensus te komen tussen de verschillende lokale spelreglementen van het trabolspel. Ondertussen doet de federatie meer dan dat. Ze organiseren het interclubtornooi, houden toezicht op de Provinciale Kampioenschappen, bekronen de meest verdienstelijke bolders in 'Bolders van het jaar' en ze organiseren jaarlijks het provinciaal feest.